# Joël-Marie Fauquet
Pour les articles homonymes, voir Fauquet.
Joël-Marie Fauquet, né le 27 avril 1942 à Nogent-le-Rotrou, en Eure-et-Loir, est un musicologue français.

## Biographie
Joël-Marie Fauquet naît le 27 avril 1942 à Nogent-le-Rotrou,.
Entre 1959 et 1963, il étudie les arts plastiques à l'École des arts appliqués à l'industrie, avant de se tourner vers la musique (piano, harmonie et contrepoint) et la musicologie,.
Entre 1969 et 1982, il travaille comme conseiller artistique de la maison de disques Arion et, entre 1972 et 1980, comme rédacteur de la revue Harmonie.
Diplômé de l'École pratique des hautes études avec un mémoire consacré à Alexis de Castillon en 1976, Joël-Marie Fauquet obtient ensuite en 1981 à la Sorbonne un doctorat avec une thèse sur Les Sociétés de musique de chambre à Paris de la Restauration à 1870,.
Il devient chercheur au CNRS en 1983, initie au sein de l'établissement en 1984 un séminaire sur l'histoire sociale de la musique, dont il publie les travaux avec Hugues Dufourt (La Musique et le pouvoir, 1987 ; La Musique : du théorique au politique, 1991 ; Musique et médiations, 1994), puis est nommé directeur de recherche en 1993.
Fauquet est vice-président de la Société française de musicologie entre 1991 et 1996.
Comme chercheur, ses travaux se concentrent sur la musique française du XIXe siècle, en particulier la musique de chambre, et les œuvres d'Hector Berlioz, Édouard Lalo, César Franck et de ses élèves,.

## Publications

### Monographies
- Joël-Marie Fauquet, Les sociétés de musique de chambre à Paris de la Restauration à 1870, Paris, Aux amateurs de livres, 1986, 448 p.
- Joël-Marie Fauquet, César Franck, Paris, Fayard, 1999, 1023 p. (ISBN 978-2-213-60167-0)
- Joël-Marie Fauquet et Antoine Hennion, La grandeur de Bach, Paris, Fayard, coll. « Les chemins de la musique », 2000, 248 p. (ISBN 978-2-213-60667-5)
- Joël-Marie Fauquet, Catherine Massip et Cécile Reynaud, Berlioz : textes et contextes, Paris, Société française de musicologie, 2011, 326 p. (ISBN 978-2-85357-022-0 et 2-85357-022-3)

### Ouvrages généraux
- Dictionnaire de la musique en France au XIXe siècle, Paris, Fayard, 2003, 1 422 (ISBN 978-2-213-59316-6)
- Édouard Lalo : Correspondance, Paris, Éditions Klincksieck, 1989, 352 p. (ISBN 978-2-905053-92-3)